# Eleições estaduais em Minas Gerais em 1947
As eleições estaduais em Minas Gerais em 1947 ocorreram em 19 de janeiro como parte das eleições no Distrito Federal, em 20 estados e nos territórios federais do Amapá, Rondônia e Roraima. Foram eleitos o governador Milton Campos (o vice-governador José Ribeiro Pena foi eleito posteriormente por via indireta), o senador Artur Bernardes Filho, além de três deputados federais e setenta e dois estaduais.
Nascido em Ponte Nova, Milton Campos formou-se advogado na Universidade Federal de Minas Gerais. Contemporâneo de Afonso Arinos, Carlos Drummond de Andrade e Gustavo Capanema, dedicou-se também ao jornalismo. Partidário da candidatura de Getúlio Vargas, apoiou a subsequente Revolução de 1930 e dois anos depois o governador Olegário Maciel o escolheu advogado-geral do estado. Eleito deputado estadual pelo Partido Popular em 1934, teve o seu mandato foi extinto pelo Estado Novo, regime do qual foi opositor. Professor da Universidade Federal de Minas Gerais e presidente da seccional mineira da Ordem dos Advogados do Brasil, regressou à vida pública em 1943 como signatário do Manifesto dos Mineiros. Dois anos depois a Era Vargas chegava ao fim mediante um golpe militar. Eleito deputado federal via UDN em 1945, assinou a Carta Magna de 1946, firmou uma coligação partidária e teve ainda o apoio de dissidentes do PSD para eleger-se governador de Minas Gerais em 1947.
Advogado natural de Viçosa e formado pela Universidade Federal do Rio de Janeiro, Artur Bernardes Filho foi secretário-geral da Presidência da República durante o mandato de seu pai, Artur Bernardes. Nomeado fiscal do governo mineiro junto ao Banco Hipotecário e Agrícola após a Revolução de 1930, acompanhou o Partido Republicano Mineiro na oposição à Era Vargas pouco tempo depois. Preso por apoiar a Revolução Constitucionalista de 1932, foi anistiado pela Constituição de 1934 e nesse mesmo ano foi eleito deputado federal ao lado de seu pai. Com o advento do Estado Novo teve o mandato extinto, foi novamente preso e chegou a ser deportado. De volta ao país ingressou no ramo industrial, foi assessor jurídico da Companhia de Seguros Equitativa do Brasil e em 1943 assinou o Manifesto dos Mineiros. Em 1945 tanto ele quanto seu genitor foram eleitos deputados federais pelo PR, prestaram juramento à Constituição de 1946 e por fim Artur Bernardes Filho foi eleito senador em 1947.

## Resultado da eleição para governador
Segundo o Tribunal Superior Eleitoral houve 836.280 votos nominais (96,24%), 21.786 votos em branco (2,51%) e 10.875 votos nulos (1,25%) resultando no comparecimento de 868.941 eleitores.
| Candidatos a governador do estado | Candidatos a vice-governador | Número | Coligação                                      | Votação | Percentual |
| --------------------------------- | ---------------------------- | ------ | ---------------------------------------------- | ------- | ---------- |
| Milton Campos UDN                 | Não havia -                  | -      | Coligação Democrática (UDN, PR, PDC, PTN, PRD) | 448.073 | 53,54%     |
| Bias Fortes PSD                   | Não havia -                  | -      | PSD (sem coligação)                            | 388.207 | 46,46%     |

## Resultado da eleição para senador
Segundo o Tribunal Superior Eleitoral houve 786.605 votos nominais.
| Candidatos a senador da República | Candidatos a suplente de senador | Número | Coligação                            | Votação | Percentual |
| --------------------------------- | -------------------------------- | ------ | ------------------------------------ | ------- | ---------- |
| Artur Bernardes Filho PR          | Ver abaixo -                     | -      | Coligação Democrática (UDN, PR, PTN) | 446.730 | 53,54%     |
| Benedito Valadares PSD            | Ver abaixo -                     | -      | PSD (sem coligação)                  | 339.875 | 46,46%     |

## Resultado da eleição para suplente de senador
Segundo o Tribunal Superior Eleitoral houve 775.051 votos nominais.
| Candidatos a senador da República | Candidatos a suplente de senador | Número | Coligação                            | Votação | Percentual |
| --------------------------------- | -------------------------------- | ------ | ------------------------------------ | ------- | ---------- |
| Ver acima -                       | José Esteves Rodrigues PR        | -      | Coligação Democrática (UDN, PR, PTN) | 437.567 | 56,46%     |
| Ver acima -                       | Alonso Starling PSD              | -      | PSD (sem coligação)                  | 337.484 | 43,54%     |

## Deputados federais eleitos
São relacionados os candidatos eleitos com informações complementares da Câmara dos Deputados.

Representação eleita
  PSD: 2
  PR: 1

| Deputados federais eleitos | Partido | Votação | Percentual | Cidade onde nasceu | Unidade federativa |
| Carlos Luz                 | PSD     | 327.617 |            | Três Corações      | Minas Gerais       |
| Vasconcelos Costa          | PSD     | 113.639 |            | Sete Lagoas        | Minas Gerais       |
| Faria Lobato               | PR      | 69.387  |            | Poços de Caldas    | Minas Gerais       |

## Deputados estaduais eleitos
Foram escolhidos 72 deputados estaduais para a Assembleia Legislativa de Minas Gerais.

Representação eleita
  PSD: 29
  UDN: 16
  PR: 14
  PTB: 6
  PTN: 4
  PCB: 1
  PRP: 1
  PDC: 1

Fonteː
| Deputados estaduais eleitos | Partido | Votação | Percentual | Cidade onde nasceu     | Unidade federativa |
| José Augusto                | PSD     | 9.618   |            | Caeté                  | Minas Gerais       |
| Pedro Aleixo                | UDN     | 8.676   |            | Mariana                | Minas Gerais       |
| Martins da Costa            | PSD     | 8.539   |            |                        |                    |
| José Ribeiro Navarro        | PSD     | 7.830   |            | Barbacena              | Minas Gerais       |
| Aloisio Costa               | PR      | 7.719   |            |                        |                    |
| Caetano de Souza            | PSD     | 7.570   |            |                        |                    |
| Juarez Carmo                | PR      | 7.230   |            |                        |                    |
| Jaeder Albergaria           | PSD     | 7.120   |            | Caratinga              | Minas Gerais       |
| Guilhermino de Oliveira     | PSD     | 7.051   |            | Belo Horizonte         | Minas Gerais       |
| Adolfo Portela              | PSD     | 6.970   |            |                        |                    |
| Xenofonte Mercadante        | PSD     | 6.928   |            |                        |                    |
| Elias Carmo                 | UDN     | 6.597   |            | Amparo da Serra        | Minas Gerais       |
| João Camilo                 | PSD     | 6.233   |            |                        |                    |
| Amadeu Andrada              | UDN     | 6.174   |            |                        |                    |
| Dilermando Cruz             | PR      | 6.172   |            | Juiz de Fora           | Minas Gerais       |
| Antônio Pimenta             | PSD     | 5.839   |            |                        |                    |
| José Chaves Ribeiro         | PSD     | 5.826   |            | Salinas                | Minas Gerais       |
| Júlio de Carvalho           | PR      | 5.801   |            | São Tiago              | Minas Gerais       |
| Alberto Teixeira            | PTN     | 5.718   |            | Congonhas              | Minas Gerais       |
| Starling Soares             | PSD     | 5.610   |            | Alvinópolis            | Minas Gerais       |
| Ozanam Coelho               | UDN     | 5.562   |            | Ubá                    | Minas Gerais       |
| Emílio Silveira             | PSD     | 5.540   |            |                        |                    |
| Tancredo Neves              | PSD     | 5.226   |            | São João del Rei       | Minas Gerais       |
| Mourão Guimarães            | PR      | 5.222   |            | Bom Sucesso            | Minas Gerais       |
| Manoel Taveira              | UDN     | 5.191   |            | Alfenas                | Minas Gerais       |
| Joubert Guerra              | PSD     | 5.158   |            | Diamantina             | Minas Gerais       |
| Lourenço de Andrade         | PR      | 4.983   |            |                        |                    |
| Augusto Costa               | PSD     | 4.970   |            |                        |                    |
| Astolfo Dutra               | PSD     | 4.960   |            |                        |                    |
| José Carvalheira            | PR      | 4.919   |            | Cataguases             | Minas Gerais       |
| Arlindo Zanini              | PTB     | 4.844   |            |                        |                    |
| Whady Nassif                | PSD     | 4.789   |            |                        |                    |
| Feliciano Pena              | PR      | 4.752   |            | Santa Maria de Itabira | Minas Gerais       |
| Faria Tavares               | UDN     | 4.704   |            | Córrego Danta          | Minas Gerais       |
| Ilacir Lima                 | PTB     | 4.689   |            |                        |                    |
| Antônio Guimarães           | PR      | 4.626   |            |                        |                    |
| Uriel Alvim                 | PSD     | 4.566   |            | Belo Horizonte         | Minas Gerais       |
| Luiz Domingos               | PSD     | 4.523   |            |                        |                    |
| Simões de Almeida           | PR      | 4.486   |            |                        |                    |
| Pedro Braga                 | PSD     | 4.413   |            |                        |                    |
| Wilson Beraldo              | PSD     | 4.348   |            |                        |                    |
| Oscar Botelho               | UDN     | 4.333   |            |                        |                    |
| Leopoldo Maciel             | UDN     | 4.269   |            | Patos de Minas         | Minas Gerais       |
| Aníbal Gontijo              | PSD     | 4.178   |            |                        |                    |
| Moacir Rezende              | UDN     | 4.184   |            |                        |                    |
| André de Almeida            | PR      | 4.144   |            |                        |                    |
| Maurício Andrade            | PSD     | 4.074   |            | Lavras                 | Minas Gerais       |
| Francisco Badaró Júnior     | PSD     | 3.989   |            | Minas Novas            | Minas Gerais       |
| Castro Pires                | PSD     | 3.948   |            |                        |                    |
| Otacílio Negrão de Lima     | PTN     | 3.926   |            | Lavras                 | Minas Gerais       |
| Geraldo Athayde             | UDN     | 3.919   |            |                        |                    |
| José Ribeiro Pena           | PSD     | 3.909   |            | Itapecerica            | Minas Gerais       |
| Fabricio Soares             | UDN     | 3.889   |            |                        |                    |
| Mateus Salomé               | UDN     | 3.889   |            | Cláudio                | Minas Gerais       |
| Emílio Vasconcelos          | PSD     | 3.866   |            | Sete Lagoas            | Minas Gerais       |
| Carlos Prates               | PSD     | 3.862   |            |                        |                    |
| Miguel Batista              | UDN     | 3.840   |            | Belo Horizonte         | Minas Gerais       |
| Oscar Dias Correia          | UDN     | 3.744   |            | Itaúna                 | Minas Gerais       |
| Antônio Canedo              | PR      | 3.649   |            |                        |                    |
| Magalhães Viana             | PR      | 3.643   |            |                        |                    |
| Márcio Paulino              | PR      | 3.640   |            |                        |                    |
| Fidelcino Viana             | UDN     | 3.554   |            |                        |                    |
| Quintino Vargas             | UDN     | 3.477   |            |                        |                    |
| Armando Ziller              | PCB     | 2.845   |            |                        |                    |
| Cândido Ulhoa               | PTB     | 2.658   |            |                        |                    |
| César Soraggi               | PRP     | 2.639   |            | Formiga                | Minas Gerais       |
| José de Abreu Resende       | PTN     | 2.600   |            |                        |                    |
| Luiz Maranha                | PTN     | 2.379   |            |                        |                    |
| Waldir Lisboa               | PTB     | 2.182   |            |                        |                    |
| José Rennó                  | PTB     | 2.167   |            | Itajubá                | Minas Gerais       |
| Lima Guimarães              | PTB     | 2.146   |            | Jequitibá              | Minas Gerais       |
| João Godoi                  | PDC     | 1.683   |            |                        |                    |